# Tipula ravana
Tipula ravana är en tvåvingeart som beskrevs av Alexander 1953. Tipula ravana ingår i släktet Tipula och familjen storharkrankar. Inga underarter finns listade i Catalogue of Life.